# Hörnleberg

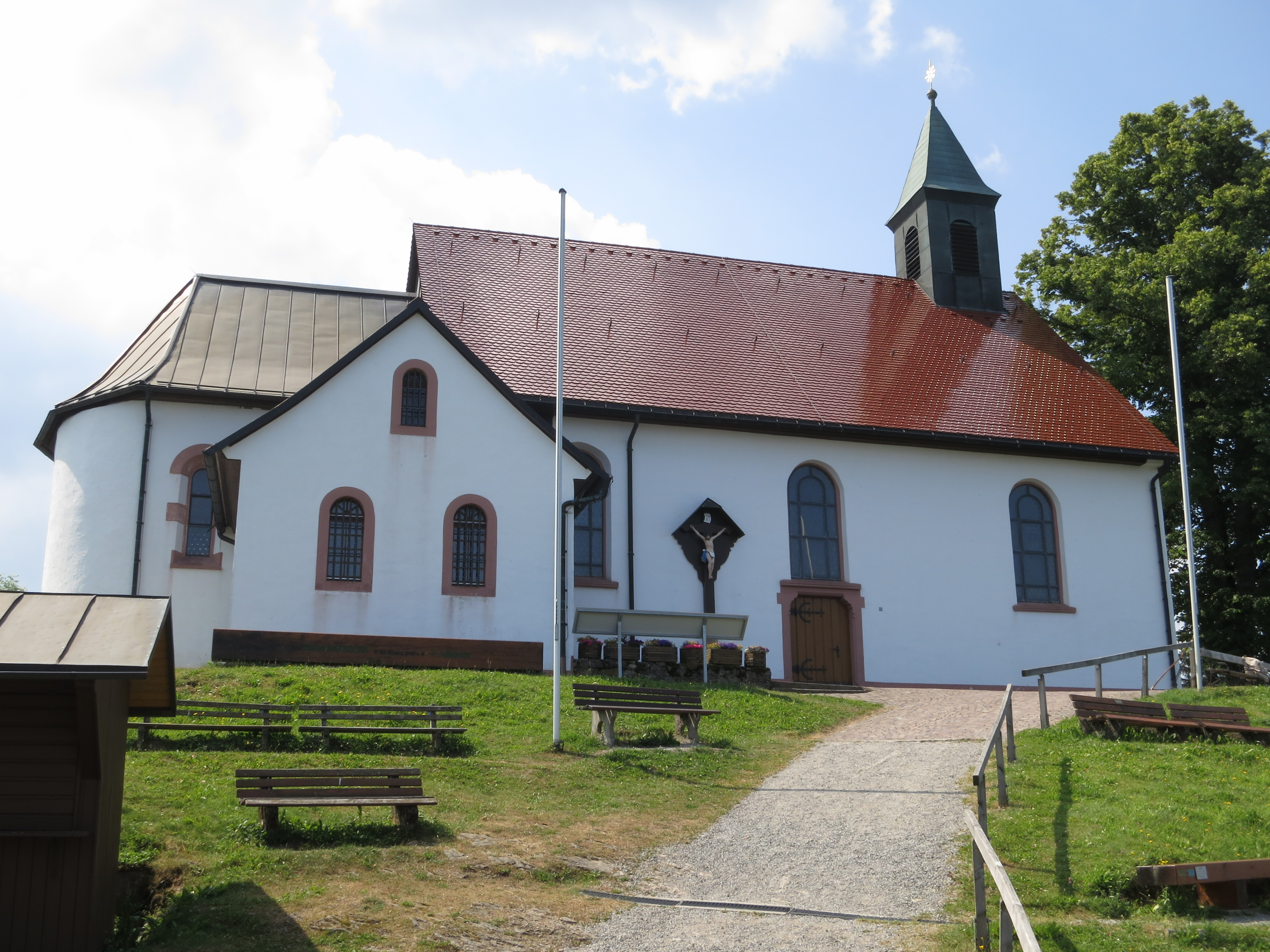
Wallfahrtskirche

Der Hörnleberg ist ein 906,2 m ü. NHN hoher Berg im mittleren Schwarzwald, er ist der westliche Ausläufer des Rohrhardsbergmassivs. Seine Gipfelpyramide ragt im Mündungswinkel zwischen den Tälern der Elz und der Wilden Gutach rund 600 Meter auf. Auf dem Gipfel bietet sich ein Ausblick in das Elztal, die Rheinebene und bei guter Fernsicht bis Straßburg.
Auf dem Gipfel befindet sich die Wallfahrtskirche Unserer Lieben Frau vom Hörnleberg. Deren Vorgängerbau geht vermutlich auf das 8. oder 9. Jahrhundert zurück. Die erste urkundliche Erwähnung der capella uf dem Hörnlin stammt aus dem Jahre 1469, im Pfründebesetzungsbuch des Bistums Konstanz. Nach dem Gründungsmythos der Kapelle habe ein blinder Mann aus dem Elsass geschworen, dass er, sollte er je wieder sehen können, zu Ehren Mariä auf dem ersten von ihm erblickten Berg eine Kapelle errichten wolle. Als Marienheiligtum ist der Hörnleberg über die Grenzen des Elztals hinaus bekannt.
Drei Kreuzwege, von Bleibach, von Oberwinden und von Simonswald aus, führen hinauf zur Wallfahrtskirche.
Falls eine Erlaubnis bestand, das Material gemäß den Bestimmungen der Lizenz Creative-Commons-Lizenz Namensnennung – Weitergabe unter gleichen Bedingungen 4.0 zu nutzen, oder du selbst der Urheber des Textes in der unten angeführten Quelle bist, sende bitte eine vollständig ausgefüllte Freigabeerklärung unter Verwendung deines Realnamens und der Angabe, um welchen Artikel es geht, an die Adresse permissions-dewikimedia.org per E-Mail.
Wenn du den Rechteinhaber nachträglich um Erlaubnis bitten willst, kannst du diese Textvorlage dafür benutzen.
Nach Bearbeitung durch das Wikipedia-Support-Team wird die Freigabe auf der Diskussionsseite dokumentiert und der Text wiederhergestellt. 
Fragen bitte an: Urheberrechtsfragen
Herkunft: 
  --87.150.15.48 10:57, 8. Mai 2025 (CEST)